# Poble bretó sota la neu
Poble bretó sota la neu (en francès Village breton sous la neige, o Village sous la neige II) és un quadre de Paul Gauguin. Probablement pintat el 1894, es va trobar entre les darreres pertinences a la seva mort el 1903. Es va subhastar a Tahití exposat cap per avall i presentat còmicament com Chutes du Niagara («Les cascades del Niàgara»). Es conserva al Museu d'Orsay de París. Té la referència número 525 en el catàleg Wildenstein-Cogniat.

## Context
Gauguin va morir el 8 de maig de 1903 a Hiva Oa, a les illes Marqueses. Estava malalt, en la misèria, menyspreat pels colons europeus, enfrontat amb els missioners catòlics, el governador i el gendarme, i condemnat per la justícia per enfrontament amb l'autoritat. El 20 de juliol es va fer a l'illa una primera subhasta judicial dels objectes útils per pagar als creditors. La resta es va enviar a bord de La Durance cap a Tahití. L'escriptor Victor Segalen era el metge adscrit al vaixell i qui va recollir el testimoni dels últims dies de Gauguin. A més d'un centenar de cartes i tretze llibretes o manuscrits, es van recollir deu quadres, alguns encara posats en el cavallet, com el Poble bretó sota la neu. El 2 de setembre va tenir lloc la subhasta a Papeete, sota un ambient de desdeny per l'artista polèmic. Els europeus de Tahití van comprar sobretot els objectes domèstics, i Segalen va comprar tot el que va poder dels objectes artístics: set de les deu teles, quatre planxes de fusta gravada, la paleta, diverses llibretes amb nombrosos dibuixos i proves de xilografies i monotips; en total 188,95 francs.

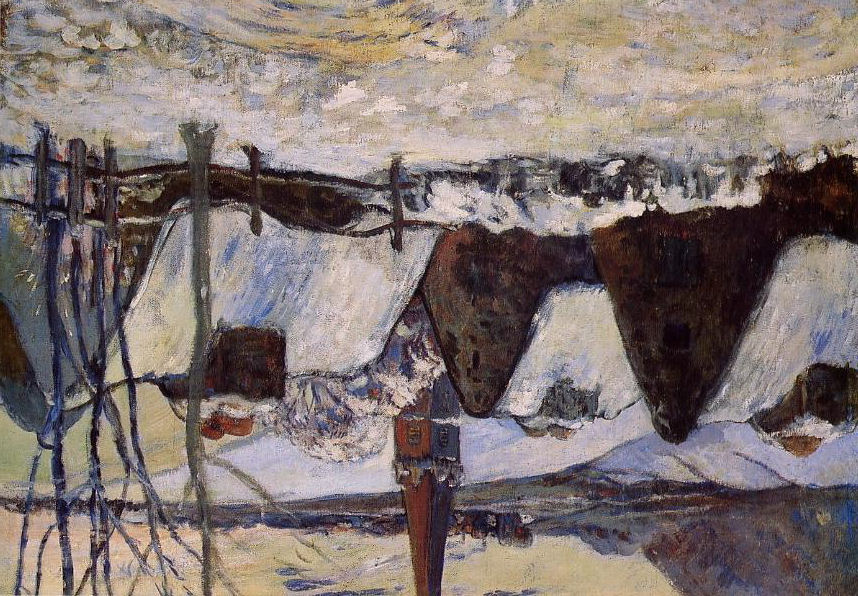
Cap per avall, «Les Cascades del Niàgara»

«Una tela presentada a l'inrevés pel subhastador que la va anomenar «Les Cascades del Niàgara» va tenir un èxit d'esclats de riure. Va esdevenir de la meva propietat per set francs [uns 25 euros] […] Un cop sol a la meva casa tahitiana [...], contemplada finalment sense blasfèmies ni regateigs, aquesta tela va resultar un paisatge bretó, poble d'hivern sota la neu.»
Segalen era natural Brest, a la Bretanya, i a Tahití no es coneix la neu.
Altres quadres identificats que l'acompanyaven en la Vente Gauguin de Papeete són: Autoretrat prop del Gòlgota, Dones i cavall blanc, i Maternitat II que el 2004 es va vendre per 39 milions de dòlars batent el rècord de vendes d'un gauguin.

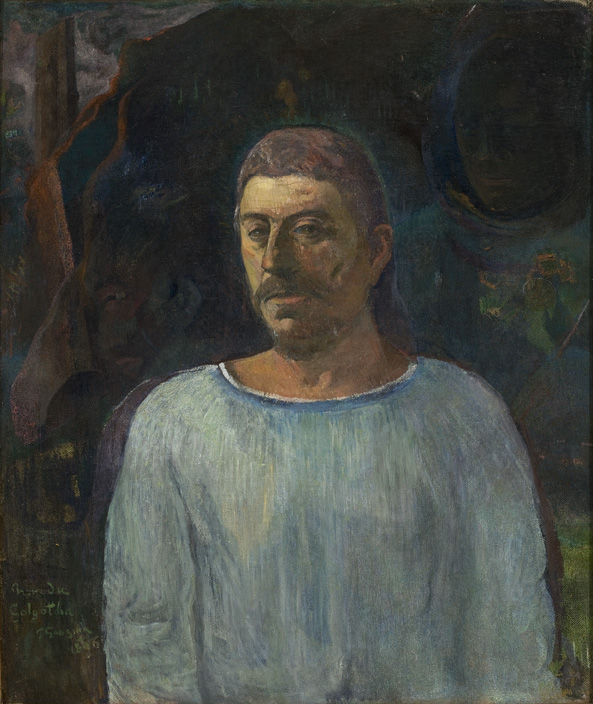
Autoretrat prop del Gòlgota, 1896 (W.534)
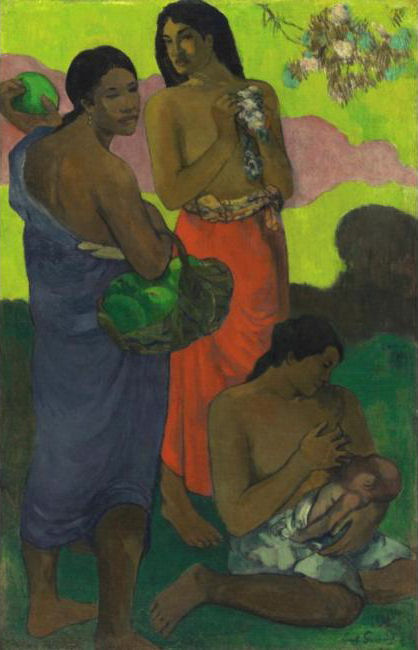
Maternitat II, 1899 (W.582)
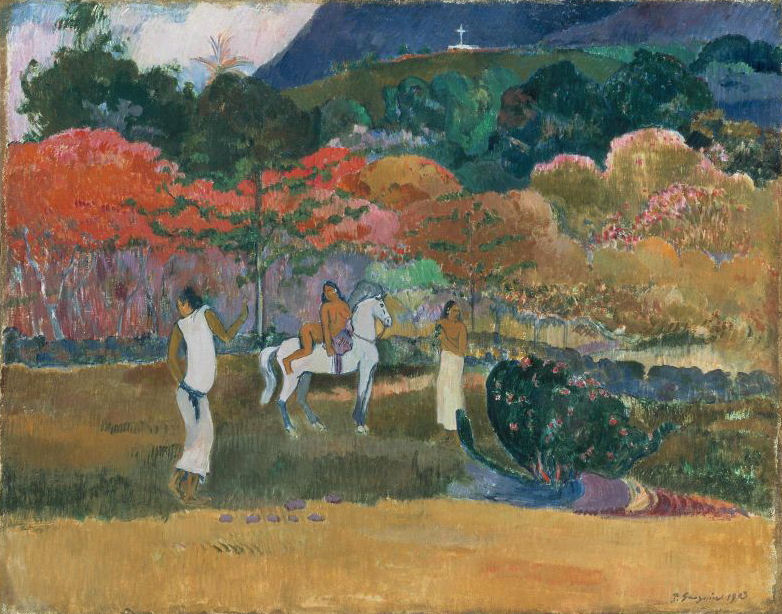
Dones i cavall blanc, 1903 (W.636)

## Descripció
El quadre mostra un paisatge nevat amb unes típiques cases bretones de teulades a dues aigües molt inclinades i amb una xemeneia ample a dalt. Al centre sobresurt l'agulla d'una església que queda tallada dalt del quadre. En primer pla i al fons hi ha prats coberts de neu.
Victor Segalen ho descriu així:
«Algunes cases amb coberta de palla reforcen la línia d'horitzó i s'amunteguen al voltant del campanar que és just al mig. (El marc de dalt talla la punta massa aguda de la fletxa.) A l'esquerra, un penya-segat violeta tomba cap a un cel de crepuscle. A la dreta s'enfilen arbres prims. Tot el sòl és fet de neu, rutilant de llums foses, magnífic pelatge blau i rosa, pell sobre el sòl fred.»
L'estil és un retorn als orígens amb pinzellades curtes i ràpides segons la tècnica impressionista per captar l'atmosfera d'una escena.

## Datació
Com deia Segalen, «és una paradoxa que l'obra dels últims moments, represa en aquests països lluminosos, fos una visió glacial d'hivern bretó». Resulta un misteri la seva datació, tant pel motiu representat com per l'estil, i per què estava entre les seves últimes possessions.

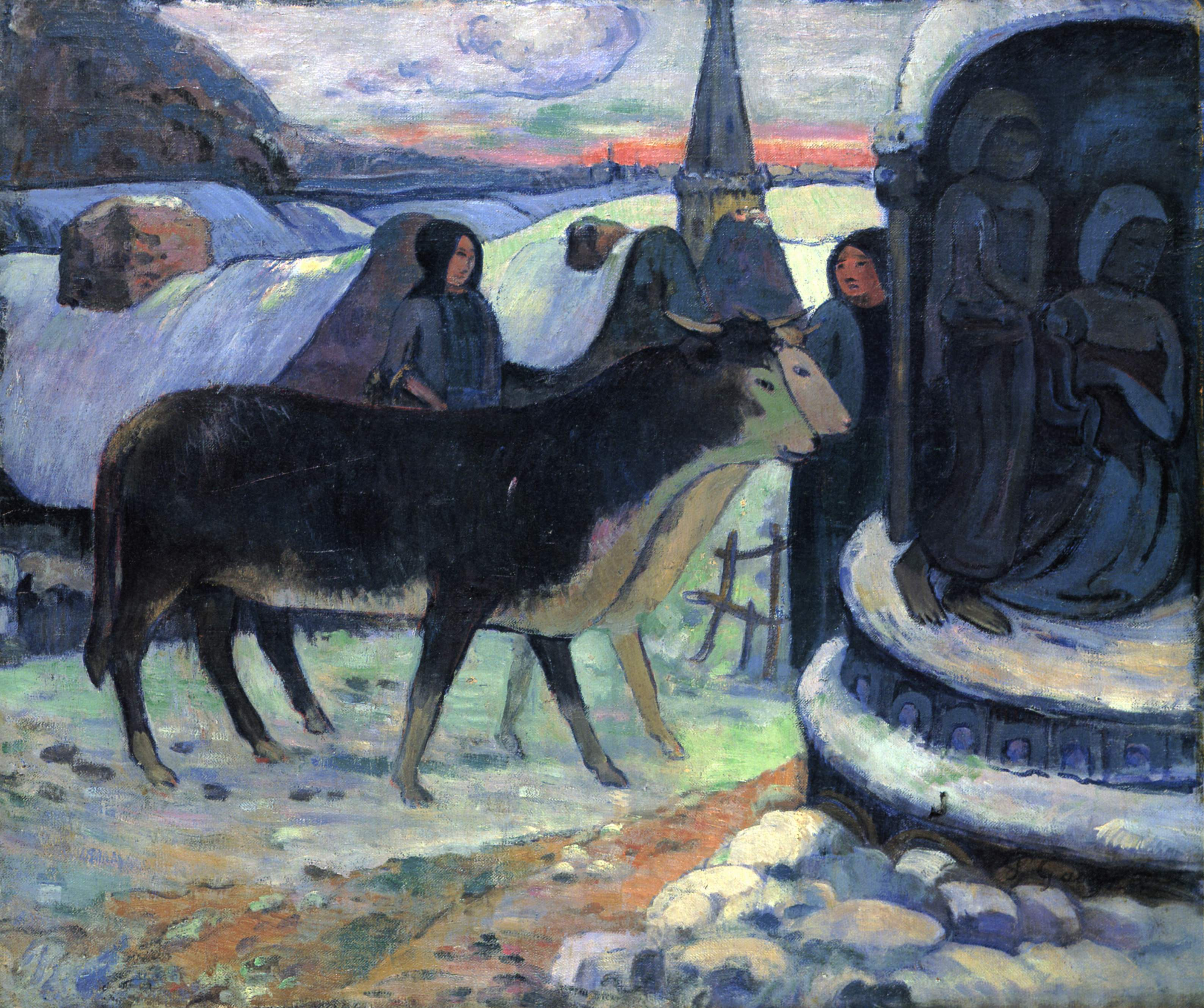
La nit de Nadal, o La benedicció dels bous, 189? (W.519)
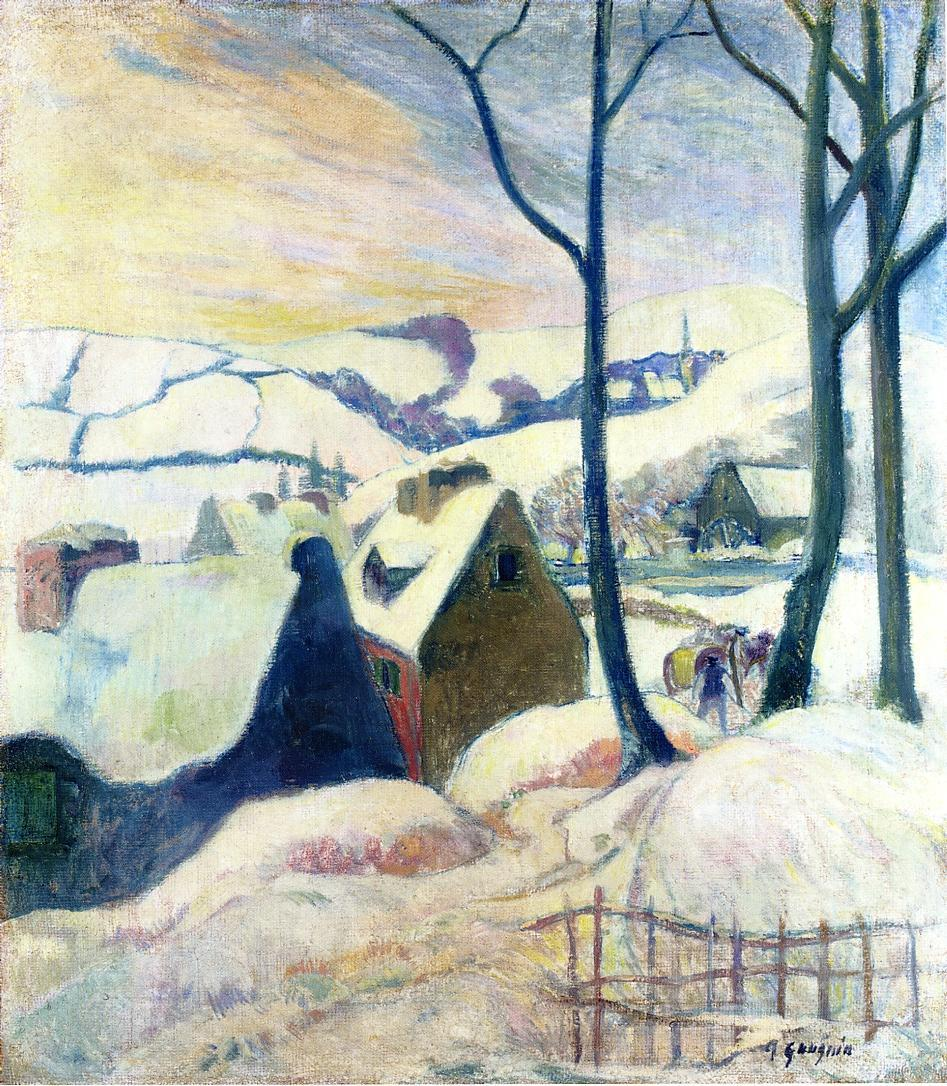
Poble sota la neu, 189? (W.524)
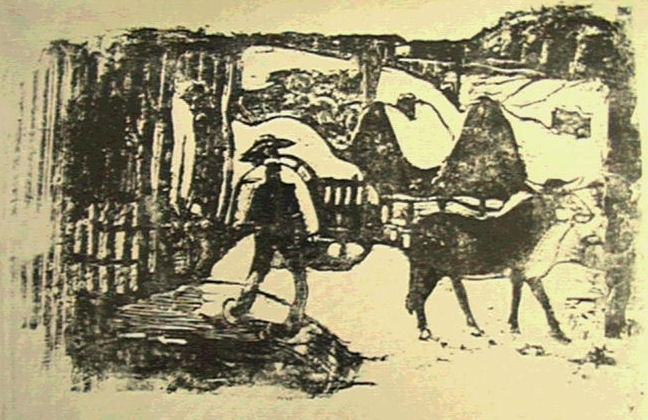
La carreta de bous, 1898-1899 (K.51/G.70)
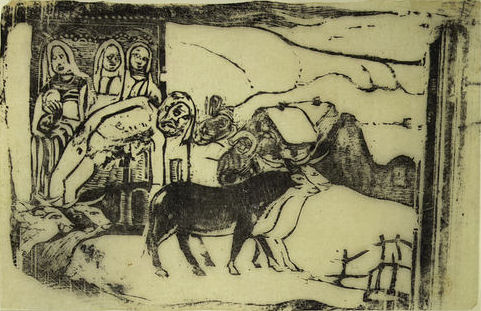
Calvari bretó, 1898-1899 (K.50/G.68)

El paisatge és de Pont-Aven, també reproduït a Poble sota la neu (I) i com a paisatge de fons en La nit de Nadal, o La benedicció dels bous (Museu d'Art d'Indinàpolis), quadre que va incloure en l'últim enviament des de Tahití, el 1900. Però cap dels tres quadres està datat. Els podia haver fet, o haver començat, a París el 1894 quan Gauguin va tornar del primer viatge a Tahití, o bé els podia haver fet, o haver acabat, posteriorment a Tahití entre el 1896 i 1898. Tot i així, l'estil té uns efectes impressionistes que són un estrany retorn a anys anteriors.
L'últim hivern que Gauguin va passar a la Bretanya va ser el 1889-1890. Wildenstein va assignar la data del 1894 pels tres quadres, però Gauguin va estar a Pont-Aven uns dies durant el mes d'abril quan no hi ha neu. El quadre el deuria deixar inacabat i se'l deuria emportar a Tahití en el segon viatge, però no hi ha constància que s'emportés cap quadre en el viatge. Allà el deuria utilitzar com a base per compondre La nit de Nadal, on integra de memòria diferents elements simbòlics. A més, en va fer dues xilografies incloses en la Suite Vollard i datades del 1898-1899. Va enviar les xilografies i La nit de Nadal a Vollard; i El poble bretó sota la neu se'l deuria tornar a emportar en traslladar-se de Tahití a les illes Marqueses. És improbable que en els seus últims dies l'estigués pintant, però és possible que el posés al cavallet per tenir-lo a la vista durant la seva agonia.

## Historial
Després d'adquirir-lo en la subhasta, Victor Segalen el va confiar al pintor Daniel de Monfreid perquè acabés els racons deixats inacabats per Gauguin. Monfreid era l'amic de Gauguin encarregat de la cura i restauració dels quadres enviats des de la Polinèsia.
El quadre va romandre en propietat de la família Segalen, passant a la seva dona i després a la filla Annie Joly-Segalen. El considerava un llegat de Gauguin que va morir pintant-lo. Deia que fins i tot una donació seria una injúria.
El 1952 va ser adquirit per l'estat francès a canvi d'uns endarreriments. Assignat primer al Museu del Louvre, és al Museu d'Orsay des del 1986.